# Kuštravci
Kuštravci (znanstveno ime Strobilomyces) so rod gliv iz družine cevark (Boletaceae).

## Seznam kuštravcev Slovenije[3]
- črni kuštravec (Strobilomyces strobilaceus)